# Петоски (Мичиген)
Петоски (енгл. Petoskey) град је у америчкој савезној држави Мичиген. По попису становништва из 2010. у њему је живело 5.670 становника.

## Демографија
Према попису становништва из 2010. у граду је живело 5.670 становника, што је 410 (6,7%) становника мање него 2000. године.
| Група             | 2000.         | 2010.         |
| Белци             | 5.689 (93,6%) | 5.147 (90,8%) |
| Афроамериканци    | 20 (0,3%)     | 38 (0,7%)     |
| Азијати           | 49 (0,8%)     | 21 (0,4%)     |
| Хиспаноамериканци | 71 (1,2%)     | 107 (1,9%)    |
| Укупно            | 6.080         | 5.670         |